# تایلر لابین
تیلر لابین (به انگلیسی: Tyler Labine) (زاده ۲۹ آوریل ۱۹۷۸) بازیگر کانادایی است. از فیلم‌های او می‌توان به مطب دام‌پزشکی، ظهور سیاره میمون‌ها، سابرینا جادوگر نوجوان، دختر رئیس من و رئیس اشاره کرد.